# Храм Светог цара Константина и царице Јелене у Џимријама
Црква Светог великомученика Пантелејмона је храм Српске православне цркве који се налази у Хан Пијеску у Републици Српској. Припада епархији зворничко-тузланској, сједиште је парохије. Посвећена је Светом Пантелејмону.

## Историја
Између Првог и Другог свјетског рата, у селу Џимрије постојала је црква брвнара посвећена Св. цару Константину и царици Јелени. Обнова и зидање цркве започета је јула 2000. године, а радови су завршени 2002. године. Земљиште за градњу храма даровала је породица Мандић из Хан Пијеска. Цркву је осветио епископ зворничко-тузлански Господин Василије и епископ амерички Господин Лонгин, уочи дана храмовне славе Св. цара Константина и царице Јелене 2. јуна 2002. године. Финансијска средства за градњу храма обезбеђивана су кроз добровољне прилоге вјерног народа.